# Oskar Karliner

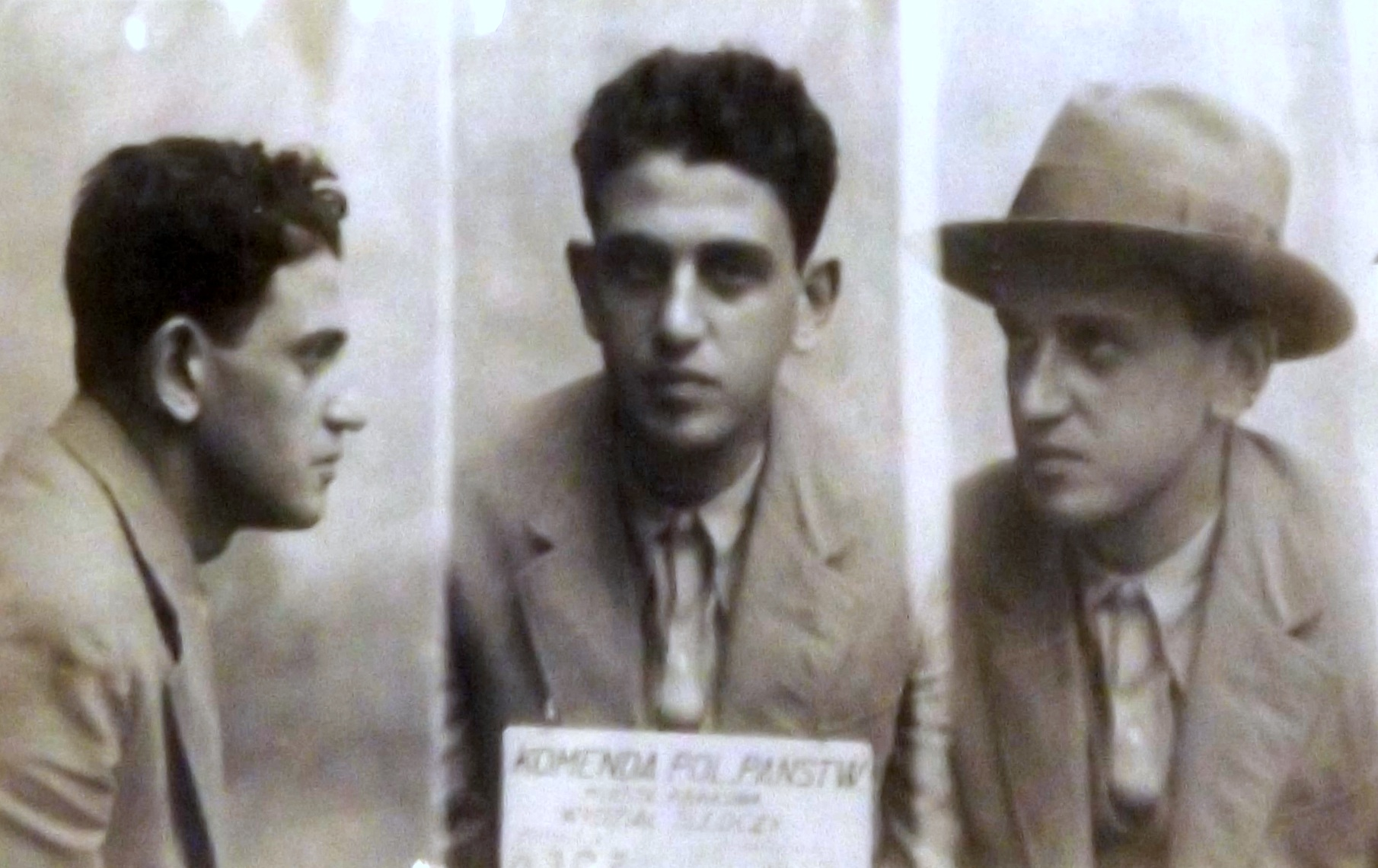
Oskar Karliner, zdjęcie Policji Państwowej po aresztowaniu 1932

Oskar Karliner, pierwotnie Szyja Karliner, ps. Stefan (ur. 10 maja 1907 w Drohobyczu, zm. 8 grudnia 1988 w Tel-Awiwie) – działacz komunistyczny, prokurator wojskowy, zastępca Prezesa Najwyższego Sądu Wojskowego w latach 1949-1953, odpowiedziany za mordy sądowe.

## Życiorys
Urodził się w Drohobyczu w rodzinie żydowskiej, jako syn Chaima Karlinera. W 1926 rozpoczął studia prawnicze na Uniwersytecie Jagiellońskim w Krakowie, skąd w 1932 został relegowany za działalność komunistyczną. Tytuł magistra uzyskał dopiero w 1952 na Uniwersytecie Warszawskim.
W 1924 wstąpił do Komunistycznego Związku Młodzieży Zachodniej Ukrainy (KZMZU). W latach 1928–1929 działał w PPS-Lewicy, w ramach której sprawował funkcję sekretarza Komitetu Miejskiego w Drohobyczu. Pod koniec 1930 zaczął działać w Wydziale Wojskowym KC Komunistycznej Partii Polski w Krakowie. Redagował i rozpowszechniał ulotki i odezwy komunistyczne. 8 czerwca 1932 został aresztowany, a obok Romana Śliwy był jednym z głównych oskarżonych w procesie działaczy Wydziału Wojskowego KC KPP (tzw.„wojskówki”). 13 lutego 1934 został skazany na 6 lat więzienia. Na wolność wyszedł 1 września 1936 na mocy amnestii, po czym znajdował się pod nadzorem policyjnym. Podjął pracę jako urzędnik w Domu Meblowym „Fortuna” w Sosnowcu.
Po agresji ZSRR na Polskę przeszedł na teren okupacji sowieckiej. Pracował jako urzędnik w Miejskim Biurze Opałowym, następnie w Obwodowej Komisji Planowania w Drohobyczu. Po ataku Niemiec na ZSRR zmobilizowany do Armii Czerwonej. W lipcu został ranny pod Humaniem, trafił do szpitala, a w listopadzie 1941 został wcielony do batalionu pracy. W latach 1943–1944 był konwojentem, a następnie urzędnikiem w leśnym przedsiębiorstwie transportowym w Maryjskiej ASRR.
Po nawiązaniu kontaktu ze Związkiem Patriotów Polskich, w lipcu 1944 wstąpił do Ludowego Wojska Polskiego. Początkowo był oficerem śledczym w prokuraturze 2 Armii, potem 1 Okręgu Wojskowego. Od 1946 członek Polskiej Partii Robotniczej, od 1948 PZPR. 31 grudnia 1945 rozkazem Naczelnego Dowództwa awansowany na majora. Od marca 1946 był szefem Rejonowej Prokuratury Wojskowej w Poznaniu, potem w Krakowie. Oskarżał w procesie kierownictwa PPS-WRN w listopadzie 1948 w Warszawie. W listopadzie 1949 został mianowany I zastępcą prezesa Najwyższego Sądu Wojskowego (NSW). Od 1953 pracował w Generalnej Prokuraturze Wojskowej. Od marca 1954 był szefem Zarządu Sądownictwa Wojskowego. Był autorem uzasadnienia wyroku w procesie gen. Stanisława Tatara. Z jego udziałem były ferowane niemal wszystkie wyroki śmierci na oficerów.
Komisja do zbadania odpowiedzialności byłych pracowników Głównego Zarządu Informacji, Naczelnej Prokuratury Wojskowej i NSW (powołana w 1956) ustaliła, że Karliner jest odpowiedzialny m.in. za wprowadzenie praktyki przedłużania aresztów, zapoczątkowanie w NSW bezzasadnego zaostrzania represji karnej i wyrokowanie na podstawie niepewnych dowodów, wywieranie nacisku na sąd w kierunku skazania na określone wysokie kary (według sugestii organów bezpieczeństwa, jak również z własnej inicjatywy) i za nastawianie wyroków sądowych na jak najdalej idącą uległość wobec żądań organów śledczych i prokuratury z pogwałceniem prawa oskarżonych do obrony. Mimo że Komisja wnioskowała m.in. o degradację Karlinera do stopnia majora rezerwy i zakaz pracy w wymiarze sprawiedliwości na 5 lat, 13 grudnia 1956 został zdemobilizowany w stopniu pułkownika. W 1957 został dyrektorem Zespołu Współpracy Międzynarodowej w Biurze Pełnomocnika Rządu ds. Wykorzystania Energii Jądrowej.
W marcu 1968 na fali antysemickiej nagonki, która była efektem wydarzeń marcowych, został wydalony z PZPR. Po zwolnieniu z pracy i przejściu na rentę wojskową w 1969 wyjechał do Izraela, gdzie zmarł.

## Odznaczenia
- Krzyż Walecznych
- Krzyż Oficerski Orderu Odrodzenia Polski
- liczne odznaczenia radzieckie i czechosłowackie